# Diaea punctipes
Diaea punctipes är en spindelart som beskrevs av Ludwig Carl Christian Koch 1875. Diaea punctipes ingår i släktet Diaea och familjen krabbspindlar.
Artens utbredningsområde är Queensland. Inga underarter finns listade i Catalogue of Life.